# 桜庭舞
桜庭 舞（さくらば まい、1995年6月28日 - ）は、元宝塚歌劇団星組・雪組の娘役。
東京都町田市、相模女子大学高等部出身。身長163cm。愛称は「まめ」。

## 来歴
2012年、宝塚音楽学校入学。
2014年、宝塚歌劇団に100期生として入団。入団時の成績は15番。月組公演「宝塚をどり／明日への指針／TAKARAZUKA 花詩集100!!」で初舞台。
2015年、組まわりを経て雪組に配属。
2018年2月12日付で星組へと組替え。
2020年、礼真琴・舞空瞳トップコンビ大劇場お披露目となる「眩耀の谷」で、新人公演初ヒロイン。併演のショー「Ray」で初のエトワールに抜擢。続くショー「Ray」（梅田芸術劇場公演）で、2度目のエトワールを務める。
2021年5月23日、「ロミオとジュリエット」東京公演千秋楽をもって、宝塚歌劇団を退団。
退団後の同年12月に、自身のSNSで結婚したことを報告。

## 宝塚歌劇団時代の主な舞台

### 初舞台
- 2014年3 - 6月、月組『宝塚をどり』『明日への指針 -センチュリー号の航海日誌-』『TAKARAZUKA 花詩集100!!』

### 組まわり
- 2014年11 - 2015年2月、宙組『白夜の誓い -グスタフIII世、誇り高き王の戦い-』『PHOENIX 宝塚!!-蘇る愛-』

### 雪組時代
- 2015年5月、『星影の人』 - 豆吉『ファンシー・ガイ!』（博多座）
- 2015年7 - 10月、『星逢一夜（ほしあいひとよ）』 - 新人公演：浪（本役：彩みちる）『La Esmeralda（ラ エスメラルダ）』
- 2015年11 - 12月、『哀しみのコルドバ』 - アメリア／ローサ『La Esmeralda（ラ エスメラルダ）』（全国ツアー）
- 2016年2 - 5月、『るろうに剣心』
- 2016年6 - 7月、『ドン・ジュアン』（KAAT神奈川芸術劇場・ドラマシティ） - サンドラ
- 2016年7月、『Bow Singing Workshop〜雪〜』（バウホール）
- 2016年10 - 12月、『私立探偵ケイレブ・ハント』 - 新人公演：グレース（本役：桃花ひな）『Greatest HITS!』
- 2017年2月、『New Wave!-雪-』（バウホール）
- 2017年4 - 7月、『幕末太陽傳（ばくまつたいようでん）』 - 新人公演：女中おひさ（本役：真彩希帆）『Dramatic “S”!』
- 2017年8 - 9月、『CAPTAIN NEMO』（日本青年館・ドラマシティ） - クロエ
- 2017年11 - 2018年2月、『ひかりふる路（みち）〜革命家、マクシミリアン・ロベスピエール〜』 - アニエス、新人公演：エレオノール・デュプレ（本役：星南のぞみ）『SUPER VOYAGER!』 - カゲソロ

### 星組時代
- 2018年4 - 7月、『ANOTHER WORLD』 - 蓮華の精／舞姫、新人公演：艶冶（本役：音波みのり）『Killer Rouge（キラー ルージュ）』
- 2018年8 - 9月、『New Wave!-星-』（バウホール）
- 2018年10月、『デビュタント』（バウホール） - ナタリー
- 2019年1 - 3月、『霧深きエルベのほとり』 - ペトロネラ、新人公演：シュザンヌ・シュラック（本役：有沙瞳）『ESTRELLAS（エストレ―ジャス）〜星たち〜』
- 2019年5月、『アルジェの男』 - エリザベート『ESTRELLAS（エストレ―ジャス）〜星たち〜』（全国ツアー）
- 2019年7 - 10月、『GOD OF STARS -食聖-』 - Cherry、新人公演：エレノア・チョウ（本役：音波みのり）『Éclair Brillant（エクレール ブリアン）』
- 2019年11 - 12月、『ロックオペラ モーツァルト』（梅田芸術劇場・東京建物 Brillia HALL） - ナンネール・モーツァルト
- 2020年2 - 3月、『眩耀（げんよう）の谷〜舞い降りた新星〜』 - ウラク、新人公演：瞳花（本役：舞空瞳）『Ray-星の光線-』（宝塚大劇場） 新人公演初ヒロイン、初エトワール[5][7]
- 2020年7 - 9月、『眩耀（げんよう）の谷〜舞い降りた新星〜』 - ウラク『Ray-星の光線-』（東京宝塚劇場）[注釈 1][10]
- 2020年11月、『エル・アルコン-鷹-』 - ジュリエット・グリンウッド『Ray-星の光線-』（梅田芸術劇場） エトワール[8]
- 2021年2 - 5月、『ロミオとジュリエット』 退団公演[注釈 2][9]

## 宝塚歌劇団退団後の主な活動

### 舞台
- 2023年10 - 11月、『Greatest Dream』（東京建物 Brillia HALL・梅田芸術劇場）[11]